# 王心前
王心前（1927年12月—），男，汉族，山东东平人，中华人民共和国军事人物，曾任西藏军区政治委员。